# Parabrandtita
La parabrandtita és un mineral de la classe dels fosfats que pertany al grup de la collinsita. Rep el nom en al·lusió a la seva relació dimorfa amb la brandtita.

## Característiques
La parabrandtita és un arsenat de fórmula química Ca₂Mn²⁺(AsO₄)₂·2H₂O. Va ser aprovada com a espècie vàlida per l'Associació Mineralògica Internacional l'any 1986. Cristal·litza en el sistema triclínic. La seva duresa a l'escala de Mohs es troba entre 3 i 4.
Segons la classificació de Nickel-Strunz, la parabrandtita pertany a «08.CG - Fosfats sense anions addicionals, amb H₂O, amb cations de mida mitjana i gran, RO₄:H₂O = 1:1» juntament amb els següents minerals: cassidyita, col·linsita, fairfieldita, gaitita, messelita, talmessita, hillita, brandtita, roselita, wendwilsonita, zincroselita, rruffita, ferrilotharmeyerita, lotharmeyerita, mawbyita, mounanaïta, thometzekita, tsumcorita, cobaltlotharmeyerita, cabalzarita, krettnichita, cobalttsumcorita, niquellotharmeyerita, manganlotharmeyerita, schneebergita, niquelschneebergita, gartrellita, helmutwinklerita, zincgartrel·lita, rappoldita, fosfogartrel·lita, lukrahnita, pottsita i niqueltalmessita.

## Formació i jaciments
Va ser descoberta a la mina Sterling, situada a Ogdensburg, dins el districte miner de Franklin, al comtat de Sussex (Nova Jersey, Estats Units), on es troba com a grups microscòpics de cristalls sobre la superfície de fissures que travessen mineral massiu "vermell" de wil·lemita-franklinita. També ha estat descrita a la mina Gozaisho, a la ciutat d'Iwaki (prefectura de Fukushima, Japó). Aquests dos indrets són els únics de tot el planeta on ha estat descrita aquesta espècie mineral.